# Meinau
La Meinau (prononcé [mainaʊ] ou [mɛno]) est un quartier de Strasbourg, situé au sud-ouest de la ville. Le quartier fait partie du 6e Canton de Strasbourg.
Le stade de la Meinau, accueillant le Racing Club de Strasbourg, est situé au nord de ce quartier.

## Localisation
Les limites du quartier de la Meinau sont les suivantes :
- à l'ouest : le canal du Rhône au Rhin ;
- au nord : la voie de chemin de fer de la ligne de Strasbourg-Ville à Strasbourg-Port-du-Rhin et la rue des Vanneaux ;
- à l'est : le Rhin Tortu (le « Krimmeri ») ;
- au sud : Illkirch-Graffenstaden.

L’avenue de Colmar, axe principal de la Meinau orienté nord-sud, sépare ce quartier en deux : côté Ouest se trouve la Plaine des Bouchers, vaste secteur industriel du territoire strasbourgeois et, côté Est, se trouve le quartier résidentiel. Celui-ci est composé de zones résidentielles, composées de villas du début du XXe siècle, au nord de la route de la Meinau et d'habitats collectifs (HLM) au sud de celle-ci.

## Historique
Jusqu'au XIXe siècle, la Meinau fait partie, avec Neudorf, de la grande plaine inondable qui s'étend jusqu'aux remparts sud de la ville. Le découpage du canton de la Meinau, qui intègre le Schluthfeld, en est un héritage.
En 1321, une ordonnance autorisa les bouchers de la ville à utiliser les prés pour le pâturage du bétail dans l'attente de son envoi à l'abattoir, sur les quais de l'Ill (actuel Musée historique de Strasbourg). Ce territoire sur lequel se développera le quartier porte désormais le nom de Plaine des Bouchers (« Metzgerau ») et cette appellation donnera également son nom à la "porte des Bouchers", l'une des deux principales portes sud de la ville.
Deux cours d'eau sillonnent ce territoire : le « Krimmeri » (Rhin Tortu) à l'est et au nord, et le fossé de défense du « Landwehr », au sud, marquant la limite entre Strasbourg et Illkirch.
Successivement, deux postes de vigie contrôlent l'entrée sud de Strasbourg sur chacun des cours d'eau, témoignant ainsi de l'importance stratégique de cet axe : au nord, le « Wighauesel » dès le XIIIe siècle (emplacement actuel du poste d'aiguillage du Krimmeri), au sud la « Hohe Wart » à partir de 1429.
À partir du XVIe siècle, la Plaine des Bouchers sert de champs de manœuvre pour l'artillerie et accueille de nombreuses fêtes ou parades comme la fête de la Fédération en 1790.
En 1806, Charles Schulmeister acquit un vaste domaine qu'il baptisa Meine Aue (mes prairies).
Dans les années 1920, le constructeur automobile Mathis y avait ses usines et jusqu'à 15 000 personnes y travaillaient.
Le quartier a été bombardé en 1944, l'aviation militaire visait à détruire les usines Mathis qui, réquisitionnées, fabriquaient des composants mécaniques pour avions.
En 1957 la ville décide de la réalisation du plus important « grand ensemble » de l'agglomération sur les restes de l'ancien domaine Schulmeister (plus de 3 200 logements sont construits entre 1957 et 1964). Cette cité est située au sud de la route de la Meinau et à l'est de l'avenue de Colmar.
Jusqu'en 1957 il y avait à cet endroit des champs, quelques fermes et des jardins familiaux.
Les principaux bailleurs sociaux sont CUS Habitat et la Sibar (Société Immobilière du Bas-Rhin). Il y a 5 000 habitants pour 1 600 logements.
Dans le cadre d'un projet ANRU de nombreuses démolitions de logements anciens ont lieu au profit de nouveaux immeubles plus petits.
La synagogue de la Meinau située au 34 rue du Languedoc a été construite en 1980 selon un plan rappelant l'étoile de David. Elle remplace le lieu de culte provisoire aménagé dans un ancien garage pour les Juifs d'Afrique du Nord arrivés à Strasbourg dans les années 1960. L'intérieur est décoré par des objets et vitraux provenant de l'ancienne synagogue de Barr.
La gare de Krimmeri-Meinau, située à la limite avec le quartier de Neudorf et faisant face à l'ancien poste d'aiguillage, est mise en service en 2003.

## Sécurité
Le quartier dans son ensemble est classé depuis 2013 en zone de sécurité prioritaire, avec renforcement des effectifs de la police nationale. En effet, le quartier « souffre plus
que d’autres d’une insécurité quotidienne et d’une délinquance enracinée » et « connaît depuis quelques années une dégradation importante de ses conditions de sécurité », ce qui a été identifié comme tel par le Ministère de l'Intérieur du Gouvernement Jean-Marc Ayrault, permettant ainsi à ce territoire de bénéficier de policiers supplémentaires.

## Politique de la ville
La cité de la Canardière, au sud de la Meinau, fait partie du quartier prioritaire de la politique de la ville « Meinau-Neuhof », réunissant 17 645 habitants en 2018. Le périmètre de ce quartier prioritaire a été défini en 2014 dans le cadre de la création des Contrats de ville. Ce périmètre est concerné par le dispositif la politique de la ville, définie par la loi du 21 février 2014 de programmation pour la ville et la cohésion urbaine comme « une politique de cohésion urbaine et de solidarité, nationale et locale, envers les quartiers défavorisés et leurs habitants. La politique de la ville est mise en œuvre au moyen du Contrat de Ville, dispositif contractuel qui associe l’État, l'Eurométropole, la Ville de Strasbourg et d'autres partenaires afin de répondre à des enjeux de développement économique, de développement urbain et de cohésion sociale.